# Liste des maires de Bagneux (Hauts-de-Seine)
Cet article détaille la liste des maires de la commune de Bagneux dans le département des Hauts-de-Seine.

## Liste des maires
En 1192 - Bouchard, maire propriétaire d'un demi arpent de vigne à Châtillon-sous-Bagneux.
Depuis la Révolution française
| Période               | Période                       | Identité                        | Étiquette     | Qualité |
| --------------------- | ----------------------------- | ------------------------------- | ------------- | --- |
| 7 février 1790        | mars 1790                     | Louis-François Garnier          |               | fermier, démissionnaire |
| 6 avril 1790          |                               | Jean-Baptiste Alliette          |               | |
| 1793 (an I)           |                               | Maugarny                        |               | Mentionné en 1793 |
| 1793-1795 (an.II-III) |                               | Jean-Baptiste Fortin            |               | Géographe-fabricant d'appareils scientifiques, mentionné en 1793 et 1794 |
| 1799-1800 (an VIII)   |                               | Vollée                          |               | agent municipal en 1796-1797, maire en l'an VIII |
| 1809                  |                               | Varnier                         |               | Mentionné en 1808 |
| 1812                  |                               | Lerat                           |               | Mentionné en 1812 |
| 1813                  | 1815                          | Bancelin                        |               | |
| 1815                  | 1825                          | Auguste Pierre de Varenne       |               | |
| 1826                  | 1834                          | Garnier                         |               | |
| 1834                  | 1836                          | François Edmé Joseph Martineau  |               | |
| 1836                  | 1841                          | Philippe Charles Bazin          |               | Cultivateur |
| 1841                  | 1849                          | François Bauzon                 |               | |
| 1849                  | 1854                          | Denis André Bancelin            |               | |
| 1854                  | 1858                          | Louis Pierre Prosper Bancelin   |               | |
| 1858                  | 1865                          | Louis Pierre Rousseau           |               | |
| 1865                  | 1869                          | François Louis Charles Huillier |               | |
| 6 octobre 1869        | 1870                          | Louis Surivet                   |               | Fait fonction de maire, démissionnaire |
| sept 1870             | 1881                          | Philippe Auguste Leviaux        |               | élu maire provisoire le 6 septembre 1870, réélu le 13 août 1871, nommé par arrêté préfectoral le 9 mars 1874, élu le 8 octobre 1876, réélu le 21 janvier 1878, démissionnaire en 1879                                                                         |
| 1879                  | 1881                          | Philippe-Auguste Leviaux        |               | Démissionnaire |
| 1881                  | 1888                          | Achille Gruyer                  |               | |
| 1888                  | 1899 démissionnaire           | Jean-Baptiste Dervieux          |               | |
| 1899                  | 1935                          | Théodore Tissier                | parti radical | Conseiller d’État, Président du SCBPE (devenu le SEDIF) |
| 1935                  | 1940                          | Albert Petit                    | PCF           | Employé aux Tramways de l'Ouest parisien puis de l'administration des finances Député de la Seine (1936→ 1940) Déchu par le Gouvernement de Vichy |
| 1944                  | 1963                          | Albert Petit                    | PCF           | Député de la Seine (1945 → 1951) Conseiller général de Bagneux (1959 → 1963) Décédé en fonction |
| janvier 1964          | mai 1985                      | Henri Ravera                    | PCF           | Ajusteur puis journaliste sportif Conseiller général de Bagneux (1964 → 1982) Fondateur de 92 Radio (fusionnée dans TSF Jazz) Démissionnaire |
| 22 mai 1985           | 15 mai 2004                   | Janine Jambu                    | PCF           | Secrétaire Députée des Hauts-de-Seine (11e circ.) (1993 → 2007) Conseillère générale de Bagneux (1964 → 1982) Démissionnaire |
| 15 mai 2004           | En cours (au 4 décembre 2020) | Marie-Hélène Amiable            | PCF           | Enseignante Députée des Hauts-de-Seine (11e circ.) (2007-2012), Présidente de la CA Sud de Seine (2014 → 2015) Vice-présidente de l'EPT Vallée Sud Grand Paris (2016 → ) Conseillère départementale de Bagneux (2015 → 2021) Réélue pour le mandat 2020-2026, |

## Pour approfondir